# 馬爾加涅茨
馬爾加涅茨（羅馬化：Marhanets，發音：[ˈmɑrɦɐnetsʲ]；另译作马尔哈涅茨）是乌克兰第聂伯罗彼得罗夫斯克州尼科波尔区马尔加涅茨市镇内的城市及该市镇的行政中心，2020年7月18日前为该州的州辖市。該市位於卡霍夫卡水庫右岸，始建於1938年，面積37平方公里，海拔高度30米，2022年人口数量为44,980人。这座城市的名称来源于这里开采的矿物——锰。

## 历史
2010年10月12日，该市附近发生了严重的车祸。一辆严重超载的长途巴士因没有理会交通灯号，而与火车相撞，造成至少43人死亡，9人重伤。时任乌克兰总统亚努科维奇宣布10月13日为全国哀悼日。这也是乌克兰独立以来最严重的车祸

### 俄羅斯入侵烏克蘭
2022年8月27日，俄罗斯和乌克兰在此发生炮战。根据俄方消息，乌军炮兵在该市向扎波罗热核电站开炮，俄军炮兵则在反击中摧毁乌军的一门M777榴弹炮。9月6日，俄方又表示，乌军再次于该市向扎波罗热核电站所在的埃內爾霍達爾市开炮，并被俄军炮兵压制。

## 矿产
该市属于尼科波尔锰矿的一部分，1886年开始开采。但马尔哈涅茨联合选矿公司对锰矿开采时剥离的岩石利用率较低，只有3%左右（该矿每年剥离岩石总量达3500-4000万立方米）。

## 图集

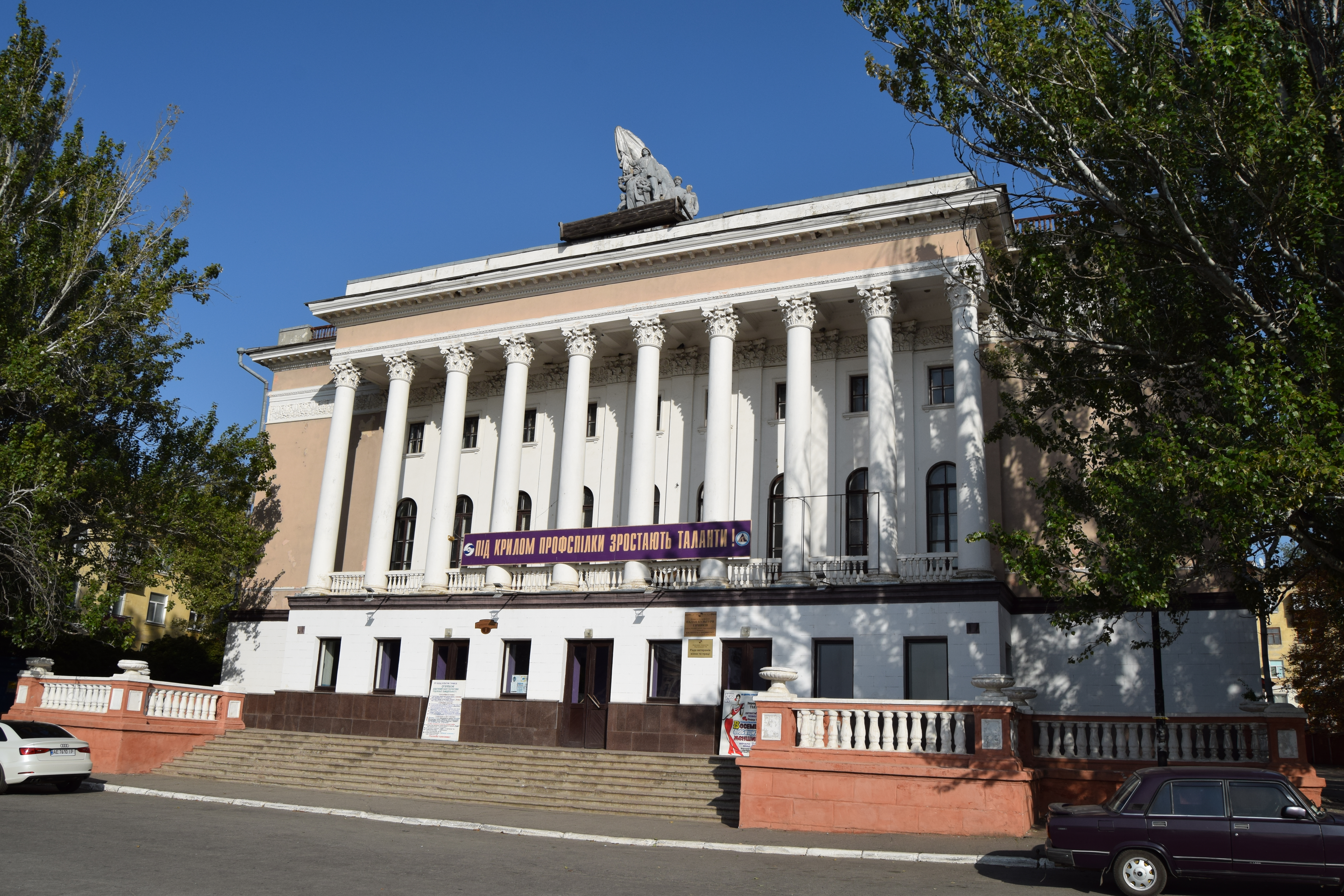

## 來源
1. ↑  . 北京: 中国地图出版社. 2003. ISBN 9787503127212.
2. ↑  . 北京: 中国地图出版社. 2023. ISBN 9787520431699.
3. ↑  . .（简体中文）
4. ↑   (PDF).   [2023-02-04]. （原始内容存档 (PDF)于2022-07-04）.
5. ↑  徐巍. . 凤凰卫视. 2010-10-13  [2023-09-07]. （原始内容存档于2023-09-07）.
6. ↑  . 扬子晚报. 新华社. 2022-08-29  [2023-09-07]. （原始内容存档于2023-09-07）.
7. ↑  李铭、李东旭、黄河、华迪、郝云甫、刘昕宇. . 新华社. 2022-09-07  [2023-09-07].
8. ↑  陈汉欣、孙盘寿等 (编). . 北京: 冶金工业出版社. 1981: 39. 尼科波尔是全国最大的锰矿产区，……分属奥尔忠尼启则和马尔加涅茨两个采选公司。
9. ↑  刘宝荣 (编). . 北京: 经济科学出版社. 1999: 46–47  [2023-09-07]. ISBN 7-5058-1879-1.
10. ↑  博尔诺诺夫（Борзунов，В.М.）; 罗照华，耿元生（译）. . 北京: 地质出版社. 1988: 115  [2023-09-07]. ISBN 7-116-00330-4.